# Associação Atlética Mackenzie College

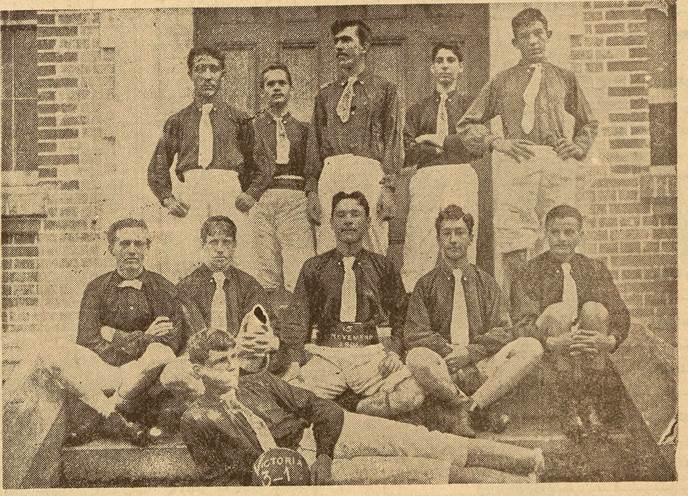
AA Mackenzie de 1901.

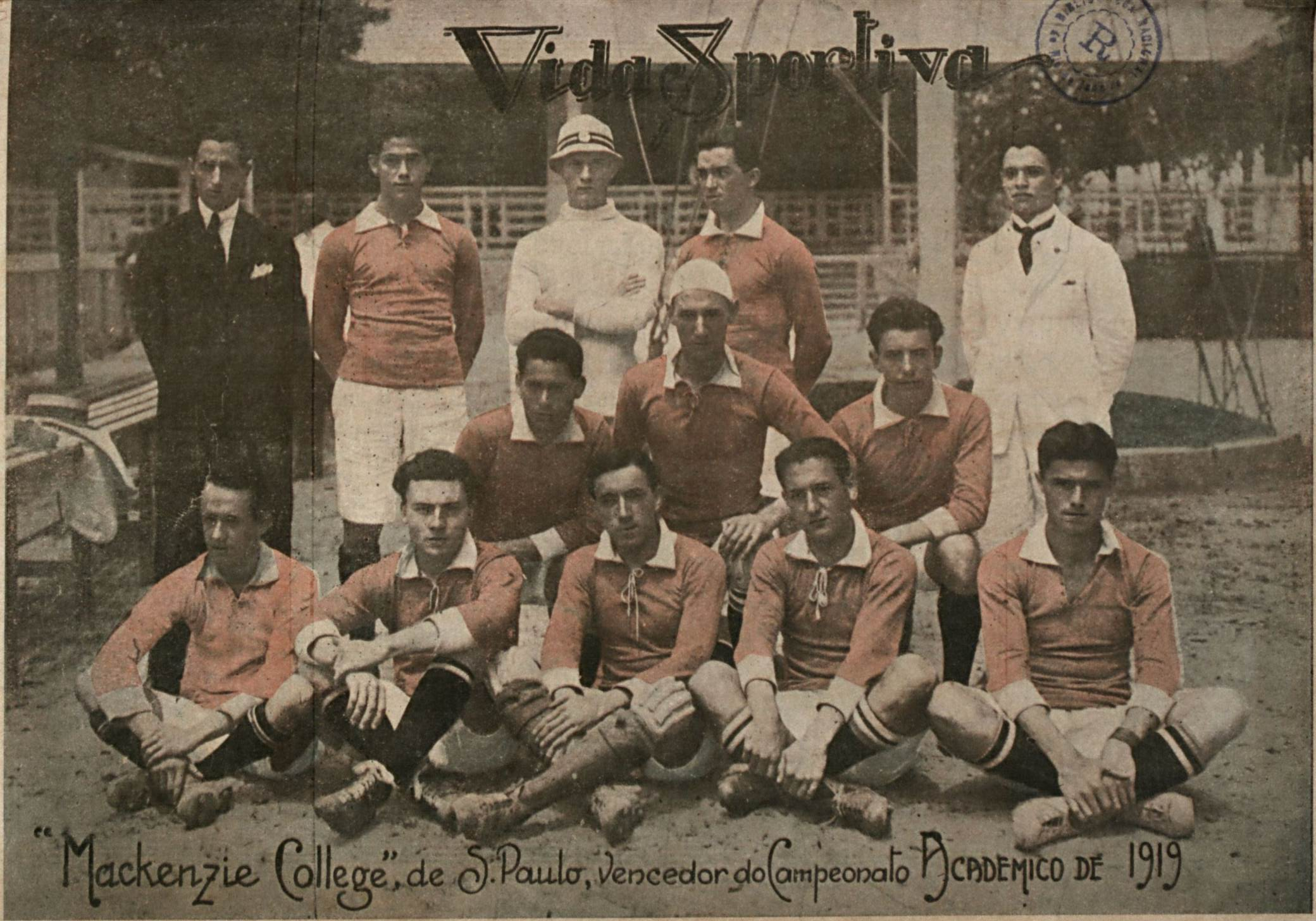
AA Mackenzie - Campeão Acadêmico de 1919.

A Associação Atlética Mackenzie College foi uma equipe brasileira de futebol da cidade de São Paulo. Fundada em 18 de agosto de 1898 por alunos da Universidade Presbiteriana Mackenzie, a equipe é considerada a primeira associação fundada inteiramente por brasileiros para a prática do futebol.
Participou por 13 vezes do Campeonato Paulista, tendo como melhor desempenho o vice-campeonato em 1915.

## História
Em 1896, um professor, Sr. Augusto Shaw, retornava dos Estados Unidos e começava a fazer uma grande propaganda de esportes como o basquete, o futebol e o rugby. Muitos alunos se interessaram por estes "divertimentos" e em 1898 se reuniram para fundar a Associação Atlética Mackenzie College.
Entre os fundadores do Mackenzie estava Belfort Duarte. Esse maranhense, estudante do colégio, foi quem fundou, em 1904, o America Football Club do Rio de Janeiro, além de ter sido o responsável pelo fato de o America ter tantos "clones" pelo Brasil inteiro. Mesmo em São Paulo, Belfort Duarte viria a fundar um América FC em 1916 (que mais tarde se chamaria Tremembé FC). Foram alguns alunos do Mackenzie que introduziram, em 1902, o futebol em Santos e em Sorocaba.
Dentre os maiores ídolos do clube se encontra Arthur Friedenreich, que foi com o Mackenzie entre 1912 e 1913, e Manuel Nunes, também conhecido como Neco.
O Mackenzie foi um dos fundadores da primeira liga de futebol do Brasil, a Liga Paulista de Futebol. Em 3 de maio de 1902 o primeiro jogo oficial da história do futebol paulista e brasileiro foi realizado entre Mackenzie e Germânia, tendo a equipe vencido por 2x1 com um gol de Mário Eppinghaus, um dos fundadores, que será conhecido para sempre como o autor do primeiro gol oficial do futebol brasileiro. Participou 13 vezes do Campeonato Paulista de Futebol (1902 a 1906) e de (1912 a 1919).
Em 1920 o Mackenzie se juntou à Portuguesa e formou o Mack-Port. A nova equipe durou 3 anos. Em 1923 a união se desfez e o Mackenzie se retirava de campo.